# 古坂大魔王
古坂大魔王（こさかだいまおう、1973年7月17日 - ）は、日本のお笑いタレント、DJ、ミュージシャン、俳優。エイベックス・マネジメント所属。妻はタレントの安枝瞳。
1992年、お笑いトリオ・コンビ「底ぬけAIR-LINE」の一員として芸能界デビューし、『ボキャブラ天国』などの番組に出演。その後はお笑いと並行して音楽活動を行うようになり、2016年には歌手「ピコ太郎」に扮して「ペンパイナッポーアッポーペン」(PPAP)を歌う動画がYouTubeにて公開され、動画総再生回数が6億回を超えるなど話題になり、PPAPなどの楽曲は世界134か国で配信されている。「古坂はピコ太郎と別人である」としており、同一人物であるという証拠はない。

## 人物・略歴
青森県青森市出身。青森県立青森東高等学校卒業後、お笑い芸人を目指して上京、日本映画学校（当時）に入学し、そこで出会った2人とお笑いトリオ、底ぬけAIR-LINEを結成。当時はホリプロコムに所属していた。
2003年9月からお笑い活動を休止し、テクノユニット・ノーボトムの活動に専念。音楽性を追求するため、2005年10月11日にホリプロコムを退社、ユニットもNBR（NEW BUSHIDOU RAVERS） に改名。NBRとしてクラブイベントプロデュースや、個人でもmihimaru GTのアルバム・ライブツアー参加の他、鈴木亜美などの楽曲リミックスを手がける。2008年からは、音楽活動での行き詰まりからお笑い芸人としての活動も本格的に再開。
近眼のため眼鏡をかけていたが、視力矯正手術を受けて視力は回復している。その後は、度の無い伊達眼鏡をかけている。
2010年3月13日、単独お笑いライブ「いいえ!昔っからメンドクサイ男です!」を開催。
2011年9月30日から青森市観光大使を務める。
2016年に古坂がプロデュースする「ピコ太郎」の動画「ペンパイナッポーアッポーペン」が話題となり、日本国外のメディアにも取り上げられた。詳細は、下記の「ピコ太郎」の項を参照。
2017年8月3日、タレントの安枝瞳との結婚を発表。2018年6月17日に第1子女児が誕生し、同年10月18日にイクメン オブ ザ イヤー2018の芸人部門を受賞。2020年6月17日、安枝の第2子妊娠を報告。10月27日、第2子女児が誕生。
2018年より、小児がん患者を支援する一般社団法人「Empower Children（エンパワー・チルドレン）」に参加。以降、小児がん治療の支援活動を始める。
2019年5月16日、東京ドームで「楽天スーパーナイター」として行われたパシフィック・リーグ公式戦・東北楽天ゴールデンイーグルス対北海道日本ハムファイターズにおいて、始球式を務めた。「イーグルス大好き芸人」との紹介を受けて登場し、投球前に「今日のテーマは試合を遅らせないこと」とあいさつ。速やかにマウンドに上って投球した。

## エピソード

### 交友関係・芸風など
同期のくりぃむしちゅー（当時の海砂利水魚）・上田晋也と仲がよく、上田は様々な著名人に古坂を売り込んでおり、明石家さんまに「日本一面白い奴がいます。古坂っていうんですけど…」と紹介したところ真顔で「俺よりおもろいんか?」と返された。2005年には上田とのコンビでラジオパーソナリティを担当。2006年からは上田の冠番組『上田ちゃんネル』（CSチャンネル）にレギュラー出演している。
バナナマンはM2カンパニー時代の後輩に当たるが、小さな事務所であり芸人もあまりおらず、設楽統と同い年、日村勇紀は1歳上のため、友人のような関係。バナナマンからは、本名の「和仁」から「カン」と呼ばれている（その他にネプチューンや土田晃之、ノンキーズなどにも呼ばれている）。
爆笑問題の田中裕二とは温泉旅行に行く仲。趣味はバイク。芸については太田光や土田晃之など、芸人仲間からはその笑いの才能を絶賛されていると語っている。田中は古坂を「楽屋真打の代表選手みたいな人」と評し、「楽屋では誰よりも皆を笑わせるんだけど、本番ではそれを一切発揮できない」と語っている。
一方で、学園祭などの営業でネタを見て「つまんない」と言ってきた学生に詰め寄って「えっ? えっ? 何? 何? 今何て言った? つまんない? 君の方が面白いの? じゃあ面白いこと言って。3・2・1、はい、言えない。言えない」と言って煽ったり、飲み屋で騒いでいる大学生に向かって「プロの前ではしゃぐな!」と激怒するなど、エリート意識が高く大人らしからぬ言動を取ることも多々ある。
YouTube「MARCY'Sちゃんねる」の配信（DooWop CARNIVAL 1st）にて、過去に放送された田代まさし司会の水泳大会の番組内でのエピソードを話す機会があり、番組内で相撲大会があり近藤真彦と小坂が決勝に進んだ際に、小坂が田代に「田代さんどうしたらいいですかね？」と相談しに来た小坂に対し田代は「いや、伝説作っちゃえば？」とアドバイスされ、決勝戦でおもいきり近藤真彦を投げ飛ばしてしまう。当時ジャニーズ所属タレントに勝ってはいけないという暗黙のルールが存在していたが、小坂は田代のアドバイス道りの行動を実行。当然プロデューサーから怒鳴られ、その場で帰るように言われ、その後しばらくTVに出ることが出来なかったという。その後ピコ太郎として再びTVに出て来た小坂を見て、申し訳なく思っていた田代はホッとしたという。
底ぬけAIR-LINEとしての活動後期は、既にテクノを取り入れた音楽コントを展開していたが、当時影響を受けていた電気グルーヴの石野卓球にそのコントの感想を聞きに行ったところ、「（テクノを取り入れたコントは）止めた方がいいですね」とあっさり言われた古坂は「卓球さんから言われたら本当に辞めなくちゃいけないじゃないですか!」と言っていた。その一連の流れは当時番組で放送していたため、それを観ていた視聴者の中には本当にその卓球の発言が原因で、底ぬけAIR-LINEが解散したのかと思っている者もいる。
ドランクドラゴンの鈴木拓曰く、ほぼチョークを取られない自身が取られた相手として名前を挙げられている。打撃に合わせて柔道も経験していることから寝技も強いと芸能界最強候補に挙げている。

### 趣味・嗜好
人なつっこい『コマオー』という名前のネコを飼っている。コマオーは田中裕二から譲り受けた。古坂曰く、コマオーは会話が出来るとのことで、パソコンのキーボードを踏んづけて「ニャア〜」と入力したこともあったという。
芸人界きってのアイドル好きを自称。ニッポン放送で「古坂大魔王のアイドル倶楽部」というラジオ番組を持っていた。2013年からアイドルユニット・アイドル妖怪カワユシ♥をプロデュース。MAX、ももいろクローバーZ、でんぱ組.inc、BABYMETAL、モーニング娘。などのファン。
小学生の時は本気でプロレスラーになりたく、小学6年生の時は既に体重100kgを超える体格にしていた。その6年生の時に地元青森に来ていた新日本プロレスの大会を観に行き、その場で弟子入り志願のつもりでアントニオ猪木の目の前で土下座をした。そこで猪木に「（弟子に）なりたいのか?」と言われて「なりたいです!」と答えると、猪木に背中を叩かれて「痛いか?」と聞かれ、古坂は声を絞り出すように「い、痛いです…」と答えると「痛いか。じゃあやめろ」と猪木に言われ、これがきっかけでプロレスの道を諦めた。また、P-MODELの平沢進が異母犯抄の名義で長州力に提供した曲「パワー・ホール」を小学生時代に聴き、「ああいうピコピコ音ってなんなんだろう?」と子供ながらに思うようになりゲーム曲なども好きになった。

### 家族関係
3人兄弟の次男。古坂自身186cmの長身であるが、兄186cm、弟184cmと兄弟もそろって長身である。学生時代はブラスバンド部に所属。兄は地元で会社員をしているが上田ちゃんネルに度々登場している。弟は政治学者で国士館大学准教授の古坂正人。
兄弟3人でお金を工面し、朝日放送（ABC）制作、テレビ朝日系列で放送されている大改造!!劇的ビフォーアフターの「有名人の実家リフォーム相談スペシャル」に「父が雪下ろしで屋根から転落しないよう、実家をリフォームをしてほしい」と応募。「安住空間の探求者」である本間貴史を招き、豪雪地帯青森市にある老朽化した実家をリフォームした。

## 出演

### 現在のレギュラー番組

#### テレビ
- 上田ちゃんネル（2006年8月8日 - 、テレ朝チャンネル）
- ビットワールド（2019年2月15日 - 、NHK Eテレ）- コサカ・インフィニティ役、マゴテン役、他
- あらあらかしこ（仙台放送）
- 秘密のケンミンSHOW極（読売テレビ）- 青森県民として不定期出演
- 題名のない音楽会（テレビ朝日）- 不定期出演
- プロジェクトV（2021年7月28日 - 、日本テレビ）- Vtuberミカエル (声)[37]
- ROOMIC〜room of music〜（2020年1月4日 - 、中京テレビ、不定期放送）

#### ラジオ
- FAV FOUR（2021年4月5日 - 、NACK5）- 水曜日担当

#### ネット配信
- THE UPDATE（2019年1月8日 - 、NewsPicks） - MC

### 過去のレギュラー番組
テレビ
- サライデーパーティ（2006年1月12日 - 、テレビ東京）
- F2C（中京テレビ）
- トランス☆LOVER（テレビ東京）
- 大!天才てれびくん（NHK Eテレ）
- 関ジャニの仕分け∞（テレビ朝日）- 天の声（進行役）
- 極脳（日本テレビ）- Dr.ノウ（司会）
- スター☆ドラフト会議（日本テレビ）- 準レギュラー
- お願い!モーニング（テレビ朝日）
- イクゼ、バンド天国!!（2016年11月 - 2017年3月31日、BS-TBS） - MC [38]
- PPBM（2017年4月 - 2018年3月、中京テレビ）
- ひるブラ（NHK）- 不定期レポーター
- アニ☆ステ（2017年4月6日 - 2019年1月 、TOKYO MX） - MC [39]
- 情報プレゼンター とくダネ!（フジテレビ）- 不定期コメンテーター
- すくすく子育て（2019年4月6日 - 2024年3月31日、NHK Eテレ） - 司会[40]

ラジオ
- Paradise Garage（RADIO80）
- mihimaru GTのラジマルGT（mihimaru GTとパーソナリティを務める）（2007年4月 - 2011年9月、JFN系列）
- 古坂大魔王 ツギコレ（毎週土曜日、2013年10月5日 - 2014年3月29日、ニッポン放送 ）
- 古坂大魔王 アソナビ40分（ニッポン放送）
- 古坂大魔王のアイドル倶楽部（毎週金曜日、2014年4月4日 - 2015年9月25日、ニッポン放送）
- イマ旬!サタデーナイト（2017年10月7日 - 2018年3月31日、ニッポン放送）[41]
- Nutty Radio Show THE魂（2017年4月3日 - 2021年3月31日、FM NACK5） - 水曜日担当

### その他の出演番組
テレビ
- スター生たまご（1988年、日本テレビ系列局）- 中学生時代に同級生と共に出演。
- 金曜ワイドあおもり（1988年、青森放送）- 中学生時代に同級生と共にコントを披露した。
- ヤングのウ・フ・フ（1995年11月、テレビ東京）
- マネーの虎（2003年11月10日、日本テレビ）ノーボトム!がロンドンでデビューするための出資を募るがノーマネーでフィニッシュ
- タモリのボキャブラ天国 大復活祭スペシャル（フジテレビ）- 土田晃之とコンビを組んでネタを披露した[42]
- アニメ星人（千葉テレビ放送）
- 今すぐ使える豆知識 クイズ雑学王（テレビ朝日）「伸び悩み芸人」として不定期出演
- サンデージャポン（2011年5月15日、TBS）
- アリなし〜アリケン★ゴールデンスタジアム〜（2011年5月21日、テレビ東京）
- しゃべくり007（2011年9月5日、日本テレビ）- 披露したネタは反響があり、Google トレンドの日本語圏の今日の急上昇ワード6位となった[43]
- 所さんの学校では教えてくれないそこんトコロ!（2011年10月21日、テレビ東京）- リポーター
- 八重の桜（2013年8月4日、NHK総合）
- 大改造!!劇的ビフォーアフター（2015年2月1日、古坂の実家のリフォーム、テレビ朝日）
- 行列のできる法律相談所（2016年12月25日、ピコ太郎のプロデューサー名義で出演、日本テレビ）
- 24時間テレビ 愛は地球を救う47（2024年8月31日〈予定〉、日本テレビ）[44]

ドラマ
- 下町ロケット - ゴースト - 第3話（2018年10月28日、TBS）- 帝国重工審査部信用管理室 安本年男 役
- 魔進戦隊キラメイジャー（2020年3月8日 - 2021年2月28日、テレビ朝日） - 博多南無鈴 役[45]

ラジオ
- オールナイトニッポンR スペシャルナイト・上田晋也と古坂和仁のオールナイトニッポンR（2005年5月20日、2005年8月20日、2006年1月27日、ニッポン放送）
- RABラジオ・チャリティー・ミュージックソン
- ニッポン放送×コミュニティFMコラボレーション番組『古坂大魔王 ホットライン TOKYO』（2011年12月30日、ニッポン放送、SHIBUYA-FM、FM西東京、FMうらやす、かわさきFM）
- 上柳昌彦 ごごばん!（2012年7月24日、ニッポン放送）上柳昌彦アナウンサー夏期休暇時の代理パーソナリティ
- GOLD RUSH（2013年9月13日、J-WAVE）ピンチヒッター

### CM
- イトーヨーカドー
  - 2013年初売りクリアランス[46]
  - ネットでチェック篇 - 日高光啓（AAA）、重本ことりと競演[47]。

### ネット配信
- 古坂大魔王のカツアゲ!（2011年11月 -2017年3月28日、AbemaTV）[注 1]
- あやまおうのリニューアルしたよ。[注 2]（2015年11月26日 - 古坂大魔王&梅田彩佳、LoGiRL）
- 川上アキラの人のふんどしでひとりふんどし（2016年7月26日、LoGiRL）
- 古坂大魔王の原石が出るTV（2017年4月4日 - 9月26日、AbemaTV）
- アベマ大縁日〜人気番組勢ぞろい!神宮花火大会生中継で豪華プレゼント大放出SP〜（2018年8月11日、AbemaTV） - 縁日MC[48]

### 映画
- GO-CON!（2000年）江口甲斐 役
- ヘルタースケルター（2012年）バラエティ司会者 役
- カラスの親指（2012年）ノガミ 役
- あのコの、トリコ。（2018年）-雫の芸能事務所社長役
- 魔進戦隊キラメイジャー エピソードZERO（2020年）- 博多南無鈴 役[45]
- 魔進戦隊キラメイジャー THE MOVIE ビー・バップ・ドリーム（2021年）- 博多南無鈴 役[49]
- いとみち（2021年06月25日） - 成田太郎 役
- 家出レスラー（2024年5月17日、ブシロードムーブ）[50]

### オリジナルビデオ
- 魔進戦隊キラメイジャーVSリュウソウジャー（2021年8月4日、東映ビデオ） - 博多南無鈴 役[51]

### 舞台
- +GOLD FISH（2013年2月7日-16日、東京芸術劇場）
- 舞台「ビットワールド THE STAGE」（2025年7月10日〈予定〉、サンシャイン劇場）[52][53]

### ゲーム
- JKヴァンパイア 〜運命のフェスタ〜（2014年11月、iOS・Android）ウィスピー 役[54]

## プロデュース
- D-WOMEN - BeeTVアニメ『だめんず・うぉ〜か〜』主題歌（歌・小原正子）[55]
- SCANDAL IN THE HOUSE - SCANDALのシングルOVER DRIVEのc/w曲[56]。
- アイドル妖怪カワユシ♥ - アリスプロジェクト所属のアイドルユニット
- Chubbiness（チャビネス）- avex所属のアイドルユニット

## DVD
- 上田ちゃんネル Vol.1 （2010年4月7日発売、アニプレックス）
- 古坂大魔王 単独ライブ ベストセレクション　「メンドクサイ男」2012年8月22日発売、avex trax）

## 音楽活動
- アイドルティーンエイジライオット - カエヒロミ
- ハエのように・・・ - カエヒロミ[57]

### キャラクターソング
| 発売日        | 商品名                                                  | 歌                       | 楽曲                                        | 備考                                                     |
| ------------- | ------------------------------------------------------- | ------------------------ | ------------------------------------------- | -------------------------------------------------------- |
| 2020年9月23日 | ミニアルバム 魔進戦隊キラメイジャー(2)                  | 博多南無鈴（古坂大魔王） | 「博士じゃないよ、博多だよ! しかも南だよ!」 | テレビドラマ『魔進戦隊キラメイジャー』エンディングテーマ |
| 2021年2月10日 | 魔進戦隊キラメイジャー 全曲集 めっちゃ輝煌（きこう）ぜ! | 博多南無鈴（古坂大魔王） | 「博士じゃないよ、博多だよ! しかも南だよ!」 | テレビドラマ『魔進戦隊キラメイジャー』エンディングテーマ |

## ピコ太郎
ピコ太郎（Pikotaro、ピコたろう、1963年7月17日 - ）は、古坂が扮するシンガーソングライター。ただし「古坂はピコ太郎のプロデューサー」とし、ピコ太郎とは別人という設定で活動している。YouTuberとして2016年8月、動画投稿サイト「YouTube」上に「ペンパイナッポーアッポーペン」(PPAP) を投稿して以降、世界的なヒットをみせている。
「PPAP-2020-」は、「日本ユニセフ協会 UNICEF東京事務所」が推奨している。

### 概要
キャラクターのプロフィール上では、古坂のちょうど10歳年上である1963年（昭和38年）7月17日生まれの、千葉県出身のシンガーソングライターであり、2016年当時は新婚で25歳年上の妻がいるとされる。血液型はA型。短髪（本人曰く『スポーツ刈りの前髪が無いやつ』）のかつらにパイソン柄の服を着、ヒョウ柄のストール、サングラスをかけた風貌をしている。尊敬するシンガーは、スティービー・ワンダーやマライヤ・キャリー、石川さゆり、杏里など。また、ジャスティン・ビーバーには恩を感じている。
2016年、前述の通り「ペンパイナッポーアッポーペン」（以下「PPAP」と略し、「元動画」とする）を歌う動画が動画再生回数が1億回を超え、話題となる。同曲の世界的ヒットの理由を中国の今日頭条（ByteDance（字節跳動）系）が分析をしている。同紙によれば、そもそも幼稚園児レベルでも真似ることができる「シンプルさ」がベースにあり、カップル動画や双子ダンスなどを生んだ動画編集/投稿アプリ「MixChannel」（ミクチャ）などにおける素人のカバー動画「やってみた」（3600件以上）がムーブメントを惹起し、ファッションリーダーでもある人気芸能人の真似や評価が注目度を集める「スター効果」が加わって成功したとしている。しかしこれは、日本のみで流行したリズムネタと同様の経過である。日本語で構成される他の日本のリズムネタとは異なり、英語歌詞で構成されたことで、「やってみた」段階で英語圏の「9GAG」が、「スター効果」においても同様に英語圏のジャスティン・ビーバーが参入し、世界的な展開を見せた。

### 来歴
2011年（平成23年）1月15日、古坂の第2回単独ライブ「だから! 昔っからメンドクサイ男です」（於：ライブホール・オーヴ渋谷）において、ピコ太郎が初登場した。
2015年（平成27年）3月8日、「東MAXプレゼンツ第7回東日本応援チャリティライブinいわき」（於：福島県いわき市・鹿島ショッピングセンターエブリア）に古坂大魔王としてピコ太郎の扮装で出演し、「PPAP」などを披露した。
2016年（平成28年）3月19日、古坂が準レギュラー出演している仙台放送「あらあらかしこ」のコーナーの1つ『古坂大マ王のおしゃべりブログ』にピコ太郎が出演し、「PPAP」をスタジオで初めて生演奏した（インディーズ時代唯一のテレビ出演）。そのまま古坂に代わってピコ太郎がコメンテーター席に着き、収録が続けられた。
8月25日、自腹（約10万円）で制作した「ペンパイナッポーアッポーペン」を「YouTube」上に公開。古坂と親しいAAA、LiSA、Silent Sirenらにリンクを貼って知らせたところ拡散され、ミニブログ「Twitter」や日本国内の女子高生などに人気の動画編集/投稿アプリ「MixChannel」（ミクチャ）において、元動画を模倣したカバー動画のアップロードが相次ぐようになり（「りかりこ」によるやってみたのアップロードはTwitterには9月16日、ミクチャには9月19日）、シルバーウィーク（9月17日-25日）には特に盛り上がりを見せた。9月21日配信のネット記事では、元動画の再生回数が60万回を超えたと報道された。9月24日にはNMB48のメンバーにも人気とのネット記事があった。再生回数は9月25日の記事では100万回超えを伝えた。
英語圏ではソーシャルメディア「9GAG」で動画が共有されて広がった。日本でシルバーウィークが終わった翌日の9月26日、タイム（米国）が、一気に拡散されることを意味する「ヴァイラル」（本来は「ウイルス性の」の意）との言葉を使って「"Next Viral Hit" かも知れない」と表現した。翌9月27日、ジャスティン・ビーバー（カナダ人歌手）がツイッター上に「インターネット上の私のお気に入り動画」と紹介したことから、同日中にBBC（英国）およびCNN（米国）も取り上げ、元動画の再生回数は9月29日18時時点で一気に936万回を超え、10月4日時点ではその倍以上の1900万回を超えた。
YouTubeの週間再生回数ランキング『ミュージック全世界トップ100 (YouTube Music Global Top 100)』では、集計期間：9月30日 - 10月6日において関連動画を含めると累計1億3400万回に上り、2位のザ・チェインスモーカーズの「クローサー」（7月29日リリース）の7050万回にダブルスコア近い差をつけて世界1位になった（同週を含めて3週間1位を保持）。同ランキングにおいて日本人が世界1位を獲るのは初めてである。
10月7日に「ペンパイナッポーアッポーペン」ほか4曲を世界134カ国で配信リリースした。同日、9GAGのAMA (ask me anything)に登場した。10月12日時点で、元動画の視聴数は4000万回を超えた。10月14日に初めての全国放送（テレビ朝日系列「ミュージックステーション」）に出演した。
10月19日、アメリカのビルボードソングチャート（Billboard Hot 100）にて、2016年10月29日の週で初登場77位を記録したと発表された。これは、日本人として松田聖子に次ぐ26年振り・7人目のチャートインである。また、ビルボードにチャートインした最も短い曲としてウィメンフォークの"Little Boxes"が持っていた1分02秒という記録を52年振りに塗り替え、わずか45秒の曲でチャートインという新記録を打ち立てた。10月28日、日本外国特派員協会に招聘されて記者会見がなされ、その席で「ペンパイナッポーアッポーペン」がギネス世界記録に「全米ビルボードトップ100に入った世界最短曲」として認定されたことが発表された。元動画の視聴数は、12月20日時点で1億回を超えた。
11月18日、YouTubeにて『セサミストリート』のキャラクターであるエルモとクッキーモンスターとコラボレーションした動画が公開された。世界的アーティストとのコラボを重ねてきた同キャラクターと共演した日本人アーティストはピコ太郎が最初であり、2019年現在コラボを行った唯一の日本人である。
YouTube Music Global Top 100（ミュージック全世界トップ100）
- 関連動画を含めた「ペンパイナッポーアッポーペン」の統計。
- ランキングでは、Wikipediaのグラフの表示制限のため0位を設け、1位を-1、2位を-2、3位を-3…、として順位をマイナス方向で表現。
- 集計週の初日をグラフ中のX軸の表記とする。例えば、2016年9月9日から同月15日の1週間の集計週のランキングは「9/9」と表現する。

【ランキング】
【再生回数】（単位：万回）
2017年（平成29年）3月5日、「ピコ太郎 PPAPPT in 日本武道館」開催。シンガーソングライターピコ太郎の初武道館公演となった。ゲストはSILENT SIREN、マス寿司三人前（※ももいろクローバーZ内の派生ユニット）（玉井詩織・有安杏果・高城れに）、LiSA、高須克弥、爆チュー問題、ダニー・メタル（Danny Metal, イタリアのYouTuber）、モリッツ・ガース（Moritz Garth, ドイツのYouTuber）、五木ひろし、東京スカパラダイス・オーケストラ。前説は上田晋也（くりぃむしちゅー）、国立劇場 （PNSP）、高田延彦に扮した有田哲平（くりぃむしちゅー）。エレキ・パーカッション演奏はピコッツァ・鈴木・ゼブラーノ（MASAKing a.k.a. 鈴來正樹）。
9月30日、外務省より、SDGs推進大使を委嘱される。7月にニューヨークの国連本部で「PPAP」のSDGsバージョン「Public Private Action for Partnership」を披露し、国際的に日本の顔としての活躍を期待し任命された。
10月6日、ウガンダ共和国より「ウガンダ観光大使」をヨウェリ・ムセベニ大統領より任命される。
2018年（平成30年）2月22日、三重県、神奈川県などの地方自治体が主催する日本忍者協議会がピコ太郎を「アジアPRアンバサダー」に起用。
アジア圏で抜群の知名度を誇るピコ太郎に、日本の伝統でもある「NINJA」を普及してほしいという理由にて就任要請し登壇。
4月22日、凱旋ライブとして、コクーンシティさいたま新都心にて、単独フリーライブを開催。日本では約1年1ヶ月ぶりのライブになり、約3000名が来場。ももクロと制作した「Vegetable」を初披露した。

### 作品

#### 配信シングル
| タイトル                                                                    | 発売日         | 規格                   |
| --------------------------------------------------------------------------- | -------------- | ---------------------- |
| ペンパイナッポーアッポーペン                                                | 2016年10月7日  | デジタル・ダウンロード |
| ペンパイナッポーアッポーペン(PPAP) (Long ver.)                              | 2016年11月4日  | デジタル・ダウンロード |
| PPAP vs. Axel F                                                             | 2016年11月18日 | デジタル・ダウンロード |
| PPAP(Pen-Pineapple-Apple-Pen)Taqo Remix                                     | 2016年11月25日 | デジタル・ダウンロード |
| PPAP(Pen-Pineapple-Apple-Pen)Gabry Ponte Remix                              | 2016年11月25日 | デジタル・ダウンロード |
| Beetle Booon But Bean in Bottle(BBBBB)                                      | 2017年3月17日  | デジタル・ダウンロード |
| I Like OJ                                                                   | 2017年3月17日  | デジタル・ダウンロード |
| I love you 〜アフリカの風に乗せて〜                                         | 2017年3月17日  | デジタル・ダウンロード |
| マンチャマンチャ・ポ・マンチャはロマンチスト                                | 2017年3月17日  | デジタル・ダウンロード |
| PPAP W&W Festival Mix                                                       | 2017年3月17日  | デジタル・ダウンロード |
| PPAP - 2020                                                                 | 2020年5月1日   | デジタル・ダウンロード |
| PPAP バグベアMix                                                            | 2020年5月15日  | デジタル・ダウンロード |
| Hoppin' Flappin'!                                                           | 2020年5月24日  | デジタル・ダウンロード |
| Zombie Zoo to PIKOTARO DESU                                                 | 2022年4月1日   | デジタル・ダウンロード |
| PEEK-A-BOO feat. 鈴木優人 & かてぃん(角野隼斗) with 麻布学園OB+オーケストラ | 2023年6月28日  | デジタル・ダウンロード |

#### アルバム
|     | タイトル        | 発売日        | 規格     | 規格品番     | オリコン最高順位 |
| --- | --------------- | ------------- | -------- | ------------ | ---------------- |
| 1st | PPAP            | 2016年12月7日 | CD+DVD   | AVCD-93574/B | 3位              |
| 1st | PPAP            | 2016年12月7日 | CD       | AVCD-93575   | 3位              |
| 2nd | I have a PPAP   | 2018年7月13日 | デジタル |              |                  |
| 3rd | PIKO 10 PROJECT | 2019年11月1日 | デジタル |              |                  |

#### タイアップ
- Can you see？ I'm SUSHI（NHKみんなのうた）[109]
- チャンチャンコ～KANREKI60～（NHKみんなのうた）[110]

#### 楽曲提供
- ピョンピョンアニマルパーティー（いないいないばぁっ!）[111]
- ハグキのうた（いないいないばぁっ!）[112]
- ヤーダヨーヤーダヨー（いないいないばぁっ!）[113]

#### その他
- Vegetable - ももくろちゃんZ×ピコ太郎名義
- My Hero～奇跡の唄～ - LIVE EMPOWER CHILDREN名義
- PPAP プラは資源!! 古坂大魔王×ピコ太郎名義[114]

### 出演
- あらあらかしこ（仙台放送、2016年3月19日）
- スッキリ!!（日本テレビ、2016年10月19日）
- しゃべくり007（日本テレビ、2016年11月14日）
- 嵐にしやがれ（日本テレビ、2016年11月19日）
- 情報ライブ ミヤネ屋（読売テレビ、2016年11月23日・12月28日・2017年1月26日）
- ドクターX〜外科医・大門未知子〜 第4シリーズ（テレビ朝日、第11話、2016年12月22日） - 宅配業者（ピコ太郎） 役（ゲスト出演）
- 徹子の部屋（テレビ朝日、2016年12月23日）[115]
- 爆笑問題の検索ちゃん（テレビ朝日、2016年12月23日）
- 祝50周年!初詣!!爆笑ヒットパレード2017（フジテレビ、2017年1月1日）
- 爆笑そっくりものまね紅白歌合戦スペシャル（フジテレビ、2017年1月6日） - ご本人登場
- 志村けんのバカ殿様（フジテレビ、2017年1月11日）
- 中居正広の金曜日のスマイルたちへ（TBS、2017年2月3日）- ピコ太郎でゲスト出演。ピコ太郎と古坂大魔王の特集でエンディングでは金スマ特別のPPAP世界バージョンを披露した。
- 笑点(日本テレビ、2024年11月10日)

#### テレビアニメ
- ピコ太郎のララバイラーラバイ（テレビ東京、2017年8月2日 - 9月27日） - 全ての声の出演

#### 音楽番組
- ハロウィン音楽祭（TBS、2016年10月31日）
- ミュージックステーション（テレビ朝日、2016年11月4日・2017年3月17日）
- ベストヒット歌謡祭2016（読売テレビ、2016年11月17日）
- 第49回 日本有線大賞（TBS、2016年12月5日）
- 2016 FNS歌謡祭 第2夜（フジテレビ、2016年12月14日）
- ミュージックステーション スーパーライブ2016（テレビ朝日、2016年12月23日）
- 第67回NHK紅白歌合戦（NHK総合・ラジオ第1、2016年12月31日）- 企画枠に出演し、シン・ゴジラとのパフォーマンスで「PPAP」の第九バージョンを披露した。
- CDTVスペシャル! 年越しプレミアライブ 2016→2017（TBS、2016年12月31日 - 2017年1月1日） - 司会
- 2017 FNSうたの春まつり（フジテレビ、2017年3月22日）

#### CM
- AbemaTV（2016年）[116]
- UHA味覚糖「特濃ミルク8.2」（2016年） ※ WEB CM [117]
- ソフトバンク・ウィルコム沖縄
  - Y!mobile (2016年 - 、桐谷美玲、ふてニャンと共演）
  - SoftBank「SUPER STUDENT」（2017年・ジャスティン・ビーバーと共演）
- バイトル（2016年 -）
- ショップジャパン（2016年）
- タマホーム（2016年）
- 神州買買車（2016年・ 王祖藍と共演）[118][119]
- 高須クリニック（2017年・院長の高須克弥と共演）
- ネスレ「キットカット史上最高 誕生1周年！」（2024年）[120]

### 受賞
- 第58回輝く!日本レコード大賞（TBS、2016年12月30日） - 特別話題賞

### 芸能活動以外での肩書
- 外務省 SDGs推進大使（2017年9月30日-）[121]
- ウガンダ観光大使（2017年10月6日-）[122]
- NINJA PROJECT アジアPRアンバサダー（2018年2月22日-）[123]